# جيسي كيز
جيسي كيز (بالإنجليزية: Jesse Keyes)‏ هو مهندس المناظر الطبيعية ومخطط حضري أمريكي، ولد في 15 ديسمبر 1971.